# Герт Дерфель
Герт «Чарлі» Дерфель (нім. Gert "Charly" Dörfel, нар. 18 вересня 1939, Гамбург) — німецький футболіст, що грав на позиції нападника за «Гамбург» та національну збірну ФРН.
Старший брат Бернда Дерфеля, також гравця збірної ФРН.

## Клубна кар'єра
У дорослому футболі дебютував 1959 року виступами за команду «Гамбург», в якій провів тринадцять сезонів, взявши участь у 324 матчах чемпіонату. Більшість часу, проведеного у складі «Гамбурга», був основним гравцем атакувальної ланки команди та одним із її головних бомбардирів, маючи середню результативність на рівні 0,33 гола за гру першості. 1960 року ставав чемпіоном ФРН, а за три роки — володарем Кубка країни. 
Залишивши рідний клуб 1972 року, вирішив продовжити футбольну кар'єру і до 1977 року встиг пограти за південноафриканські «Хайлендс Парк» та «Лусітано», гамбурзький нижчоліговий «Бармбек-Уленгорст», а також канадський  «Лондон Сіті».

## Виступи за збірну
1960 року дебютував в офіційних матчах у складі національної збірної Німеччини. Загалом протягом наступних п'яти років, провів у її формі 11 матчів, забивши 7 голів.

## Титули і досягнення
- Чемпіон Німеччини (1):

«Гамбург»: 1959-1960
- Володар Кубка Німеччини (1):

«Гамбург»: 1962-1963